# حسن كرنقو
حسن إسحاق أبكر كُرُنْقُو (28 فبراير 1985 - ) لاعب كرة قدم سوداني دولي من مواليد مدينة ود مدني وتحديداً منطقة مارنجان الصناعية.
لعب كرنقو لمنتخب السودان لكرة القدم وشارك معه في كأس الأمم الأفريقية 2008. أما على صعيد الأندية فلعب لعدة أندية أبرزها الهلال الذي تألق معه وأحرز لقب الدوري الممتاز موسمي 2006 و2007.
يلعب حالياً لصالح نادي مريخ الدمازين الناشط في دوري الدرجة الثانية. وهو الأخ الأكبر للاعب عبد الرحمن كرنقو.